# مسجد عرب أحمد
مسجد عرب أحمد (بالتركية: Arapahmet Cami)، يقع في مدينة نيقوسيا في قبرص الشمالية. وكان قد بني في أواخر القرن السادس عشر  من قِبل قائد الجيش العثماني «عرب أحمد» (بالتركية: Arap Ahmet) عام 1571 والذي سُمي على اسمه. وحديقة المسجد به أضرحة لبعض الشخصيات الهامة في الحقبة العثمانية.

## معرض الصور

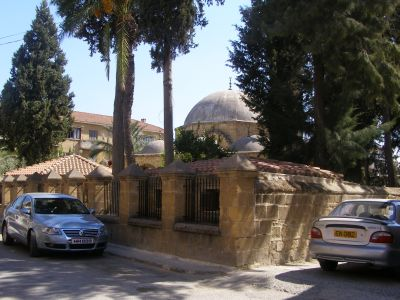
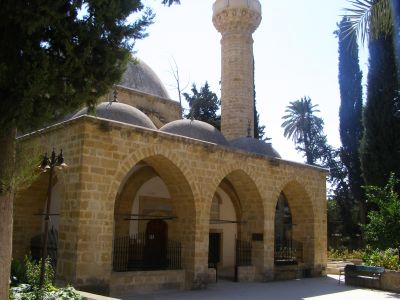
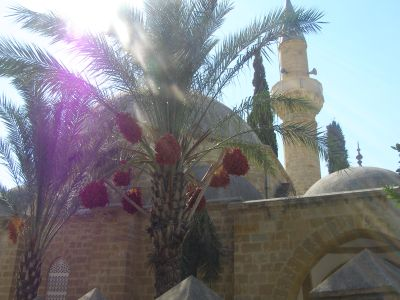
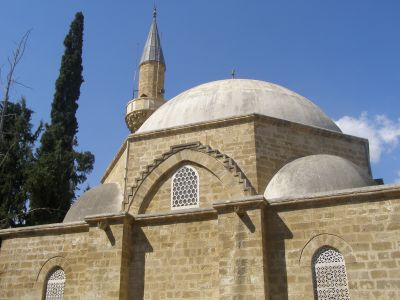